# 透明な螺旋
『透明な螺旋』（とうめいならせん）は、東野圭吾の推理小説である。2021年9月10日に単行本が文藝春秋から刊行された。ガリレオシリーズの第10弾となる。
単行本帯や作品紹介に「シリーズ最大の謎が明かされる」、「今、明かされる『ガリレオの真実』」とあるように、殺人事件の犯人捜しと逃亡を続ける被害者の恋人の追跡と併行して、本シリーズにおける主要登場人物の謎が明らかになる。
2024年9月10日、巻末に短篇「重命る」を特別収録し、文春文庫版が刊行された。

## あらすじ
南房総沖に、男の遺体が浮かんだ。殺害されたのは上辻亮太で、遺体には銃創があった。初動捜査では、銃殺後に海へ遺棄されたものと推測された。ほぼ同じ頃、上辻の行方不明届を出していた同居人の島内園香も行方をくらませていた。
園香の行方を追う草薙と内海は、関係先を捜査する中で、園香の母親・千鶴子とその友人・松永奈江（アサヒ・ナナ/ナエさん）の情報にたどり着く。さらに捜査を進めるうち、園香が持っていたアサヒ・ナナ作の絵本の参考文献リストに湯川学の名前を発見する。
草薙はすぐさま湯川を訪ねる。しかし湯川は、横須賀の実家で、余命わずかな母親と、彼女に付き添う父親と共に、家族として残された時間を静かに過ごしていた。
捜査が進むにつれ、園香が上辻からドメスティック・バイオレンスを受けていたことが判明する。上辻の暴力から園香を救うため、誰かが彼を殺害した可能性が強まる。しかし、園香には事件当日のアリバイがあり、逃亡する理由も見当たらない。なぜ彼女は姿を消したのか、草薙たちの捜査は難航する。
一方、湯川は草薙から事件との関連を示唆された、アサヒ・ナナと独自に接触し、警察とは異なるアプローチで真相に迫っていく。

## 登場人物
湯川学、および捜査一課の登場人物についてはガリレオシリーズ#登場人物を参照
島内園香（しまうち そのか）
上野の生花店に勤務する女性。最寄りの綾瀬駅から少し距離のある家賃6万円のアパート「いるかハイツ」に住む。二人暮らしだった母の死後、上辻亮太と同棲を始めるが、DVを受ける。事件発生後、警察に上辻の行方不明届を提出。しかしその3日後、勤務先に休職願を出したのを最後に行方不明となる。
上辻亮太（うえつじ りょうた）
島内園香の交際相手。フリーランスの映像制作者。群馬県高崎市出身、33歳。南房総沖で身元不明の漂流遺体として発見され、何者かに銃殺されたと断定される。
松永奈江（まつなが なえ）
絵本作家で、ペンネームは「アサヒ・ナナ」。園香や千鶴子からは「ナエさん」と呼ばれていて慕われており、彼女もまた島内親子のことを心配して、折に触れて親子の元を訪ねていた。湯川のモノポールに関する著書を参考文献として、1冊の絵本を描いている。
根岸秀美（ねぎし ひでみ）
銀座のクラブ「VOWM」の経営者兼ママ。大病を患い、店に出る機会が減少している。上辻亮太の携帯電話に発信履歴があり、園香のスカウトに関する電話だったと供述する。しかし内海はその供述に違和感を抱く。約50年前のある過去を持つ（#プロローグ登場人物の項を参照）。
島内千鶴子（しまうち ちづこ）
園香の母。園香と二人暮らしだったが、1年半前にくも膜下出血で急死した。児童養護施設「あさかげ園」の出身。かつては同園で働き、園香の就職を機に転居した後は給食センターに勤務していた。
岡谷真紀（おかたに まき）
園香の親友であり、高校時代の同級生。事件発生時には、園香と1泊2日の京都旅行中だった。
野口（のぐち）
園香が通っていた千葉県の高校の教師。園香の親しい友人として、美術部で特に仲の良かった岡谷の名を挙げる。
青山（あおやま）
園香が勤務する生花店の店長。
藤崎（ふじざき）
アサヒ・ナナ（松永奈江）を担当していた編集者。
関根（せきね）
児童養護施設「あさかげ園」の職員。千鶴子とは10年近く同僚だった。
松永吾郎（まつなが ごろう）
松永奈江の夫。約20年前に肺癌で死去した。複数の飲食店を経営する実業家であった。
児島（こじま）
松永夫妻と親交があった隣家の住人。吾郎のスキー部仲間が所有するリゾートマンションを奈江が自由に使えた、という話を覚えていた。
横山（よこやま）
「いるかハイツ」がある地域を管轄する警察署の生活安全課刑事。殺人・死体遺棄事件として捜査に加わった草薙を現場案内する。園香が上辻の行方不明届を提出した際の対応者でもあった。
湯川晋一郎（ゆかわ しんいちろう）
湯川学の父。横須賀のマンションに住み、認知症と多臓器不全を患う妻（学の母）を介護している。

### プロローグ登場人物
根岸秀美（ねぎし ひでみ）
終戦から3年後、秋田県の小さな村で生まれる。高校卒業後、千葉の紡績工場に就職。しかし、矢野の子を妊娠したため退職。その事実を両親に告げられぬまま矢野が急死し、出産直後の娘を育てられず、児童養護施設「あさかげ園」の門前に置き去りにした。
矢野弘司（やの ひろし）
ひったくり犯からハンドバッグを取り返したことがきっかけで秀美と交際を開始。銀座のバーでバーテンダーとして働いていたが、秀美の妊娠後は新聞配達のアルバイトも兼務。しかし配達中に脳出血で急死する。

## 文庫版収録短編、重命る（かさなる）
初出『オール讀物』2023年12月号
『透明な螺旋』のエピローグの後日談である。
4月13日の朝、隅田川で水死体が発見される。遺体には単純な溺死とは考えにくい裂傷、打撲痕、骨折が認められた。さらに肺と肝臓の手術痕が特徴的であり、行方不明届が出ていた堂園発彦のものと特定される。堂園は数年前から癌を患い、全身転移のため余命半年と宣告されていた。残された時間で、全国各地の恩人に会うための旅に出ていたはずだった。その後の捜査で、新河岸川に架かる橋から堂園のものと断定される血痕が発見された。これにより事故死ではなく他殺の可能性が浮上し、草薙たち捜査一課に応援要請が入る。
防犯カメラの映像から堂園が轢き逃げされたことが判明し、犯人も逮捕される。しかし、犯人は「闇バイトに応じただけ」と供述。何者かが堂園殺害を計画したことが窺えるものの、現場の状況から「轢かれた勢いで川に転落する可能性は低い」と判断された。この不可解な点を解明するため、草薙は湯川に助言を求める。
堂園発彦（どうぞの はつひこ）
実業家、58歳。末期癌を患っており、全国各地の恩人を訪ねる旅に出ていたはずだったが、隅田川で水死体として発見される。25年前に離婚歴があり、前妻との間に子が一人いる。
堂園頼子（どうぞの よりこ）
堂園発彦の後妻、40歳。夫・発彦が行方不明となっていた4月8日、クリニックで不妊治療（凍結受精卵移植）を受けていた。
戸波（となみ）
堂園発彦の友人、80歳。かつてパチンコ店経営など、娯楽産業を手がけていた。堂園が旅を終えて東京に戻り、結果的に最後に対面した人物。
津坂（つさか）
堂園発彦の轢き逃げ実行犯、48歳。生活苦から「闇バイト」に応募し、指示された依頼を実行しただけだと供述している。

## 書誌情報
- 単行本 2021年9月10日[1]、文藝春秋、ISBN 978-4-1639-1424-4
- 文庫本 2024年9月10日[2]、文春文庫、ISBN 978-4-16-792268-9